# El Pont Vell (el Port de la Selva)
El Pont Vell és un monument del municipi del Port de la Selva inclòs en l'Inventari del Patrimoni Arquitectònic de Catalunya.

## Descripció
Situat al sud del nucli urbà de la població del Port de la Selva sobre el curs inferior de la riera de Rubiés, en el camí vell que de la Selva de Mar menava a Cadaqués i també als masos de la Muntanya de Sant Baldiri per la Costa de l'Oratori. Actualment queda situat a l'encreuament amb la carretera GI-613.
Antic pont d'un sol arc de forma rebaixada, bastit amb lloses estretes i allargades de pissarra disposades verticalment. L'intradós de la volta conserva restes de les llates de fusta i de l'encanyissat utilitzat per bastir-la. Les baranes, amb una alçada de mig metre aproximadament, presenten un eixamplament als dos capponts i un passamà fet amb lloses de pissarra disposades de forma plana. El paviment encara conserva restes de l'enllosat format per pedres sense treballar de mida gran, força irregular. L'estat de conservació és bo però el basament del pont es troba soterrat, pràcticament fins a l'arrencada de l'arc, per les terres arrossegades per les avingudes de la riera.
La construcció és bastida amb pedra sense escairar de pissarra, lligats amb argamassa.

## Història
Pont datat entorn del segle xv i amb reformes del XVII. Després del pont el camí es bifurcava. El que menava a Cadaqués passava pel vessant oriental de Bufadors i la Muntanya Negra; el de la Costa de l'Oratori a més de portar al veïnat de la Muntanya de Sant Baldiri també anava a cala Taballera i a la rodalia de Cap de Creus.
Es va construir sense l'autorització de l'abat de Sant Pere de Rodes per travessar els llocs pantanosos.
El Pont Vell ha estat recentment objecte d'una consolidació per part de l'Ajuntament del Port de la Selva. Hom ha afermat amb morter, els sectors on les pedres s'havien començat a despendre.